# Temporada 2005 de World Series by Renault

## Calendario
| Circuito                     | Fecha            | Categorías |
| ---------------------------- | ---------------- | ---------- |
| Zolder                       | 30 de abril      | Todas      |
| Zolder                       | 1 de mayo        | Todas      |
| Circuit de Monaco            | 22 de mayo       | FR3.5      |
| Circuito Ricardo Tormo       | 3 de junio       | Todas      |
| Circuito Ricardo Tormo       | 4 de junio       | Todas      |
| Circuito de Le Mans          | 10 de julio      | Todas      |
| Circuito de Le Mans          | 11 de julio      | Todas      |
| Circuito urbano de Bilbao    | 16 de julio      | Todas      |
| Circuito urbano de Bilbao    | 17 de julio      | Todas      |
| Circuito de Oschersleben     | 7 de agosto      | Todas      |
| Circuito de Oschersleben     | 8 de agosto      | Todas      |
| Donington Park               | 10 de septiembre | Todas      |
| Donington Park               | 11 de septiembre | Todas      |
| Autódromo do Estoril         | 1 de octubre     | Todas      |
| Autódromo do Estoril         | 2 de octubre     | Todas      |
| Autodromo Nazionale di Monza | 22 de octubre    | Todas      |
| Autodromo Nazionale di Monza | 23 de octubre    | Todas      |

## Campeonatos

### Fórmula Renault 3.5
| Pos. | Piloto            | Escudería             | Puntos |
| ---- | ----------------- | --------------------- | ------ |
| 1    | Robert Kubica     | Epsilon Euskadi       | 154    |
| 2    | Adrián Vallés     | Pons Racing           | 116    |
| 3    | Markus Winkelhock | Draco Multiracing USA | 114    |
| 4    | Tristan Gommendy  | Witmeur KTR           | 96     |
| 5    | Félix Porteiro    | Epsilon Euskadi       | 77     |

### Eurocopa de Fórmula Renault 2.0
| Pos. | Piloto              | Escudería         | Puntos |
| ---- | ------------------- | ----------------- | ------ |
| 1    | Kamui Kobayashi     | Prema Powerteam   | 157    |
| 2    | Michael Ammermüller | Jenzer Motorsport | 149    |
| 3    | Yann Clairay        | SG Formula        | 125    |
| 4    | Carlo van Dam       | SG Formula        | 100    |
| 5    | Filipe Albuquerque  | Motopark Academy  | 63     |

### Trofeo Eurocopa Mégane
| Pos. | Piloto               | Escudería              | Puntos |
| ---- | -------------------- | ---------------------- | ------ |
| 1    | Jan Henley           | Racing for Belgium     | 147    |
| 2    | Renaud Derlot        | TP Competition         | 134    |
| 3    | Ludovic Badey        | Pouchelon Racing       | 108    |
| 4    | Jeffrey van Hooydonk | Thierry Boutsen Racing | 89     |
| 5    | Cesar Campaniço      | Racing for Belgium     | 85     |